# بوم أقزم شمالي
بوم أقزم شمالي (الاسم العلمي: Glaucidium gnoma) هو نوع من فصيلة بوم حقيقي.